# Pazo Castro Monteagudo
Le Pazo Castro Monteagudo, est un pazo baroque du XVIIIe siècle situé rue Pasantería, à côté de la Place de la Leña dans la ville de Pontevedra en Espagne, au cœur du centre historique.

## Histoire
Le pazo Castro Monteagudo a été construit en 1760, comme l'indique un document en latin trouvé lors de sa rénovation. Son promoteur et propriétaire était José de Castro Monteagudo, le premier auditeur de la province maritime de Pontevedra.
Plus tard, à l'étage supérieur, on a installé l'école unitaire pour garçons et à l'étage inférieur, le magasin La Imperial, le restaurant La Flor ou encore un atelier de menuiserie.
En 1928, le Musée de Pontevedra l'a acheté à son propriétaire Casimiro Gómez Cobas pour 52000 pesetas afin d’y installer le musée. Ce pazo en est devenu son premier siège.
Castelao, mécène fondateur du musée, a participé aux idées de son remaniement et de son adaptation pour devenir un musée: il a dessiné plusieurs dessins pour la distribution intérieure et pour le balcon supérieur, qui sont encore conservés.
Le bâtiment a été ouvert au public en tant que musée le 10 août 1929.
Les travaux d'agrandissement du pazo ont commencé en avril 1936. La partie avec un arc qui le relie au pazo García Flórez a été ajoutée en 1943, selon le projet de l'architecte Robustiano Fernández Cochón, qui a également été chargé de l'incorporation d'une tour au pazo.

## Description
Ce manoir urbain a une façade principale sur la rue Pasantería aux caractéristiques austères, avec deux fenêtres et une porte centrale avec un balcon à l'étage supérieur et une porte d'entrée au centre et deux autres fenêtres au rez-de-chaussée.
Sur la façade sud, il y a un balcon remarquable soutenu par de grands modillons sur lesquels se trouvent trois colonnes de pierre soutenant le toit. Le pazo possède à l'extrémité de cette façade une tour à plusieurs fenêtres et un balcon qui a été ajoutée au XXe siècle, ainsi qu'un blason en pierre aux armes de Pontevedra. Sur la façade s'ouvrant sur le jardin intérieur, on trouve également les armoiries de Pontevedra. Le pazo a une surface construite de 739 mètres carrés.
Le bâtiment abrite des collections d'archéologie , d'orfèvrerie pré-romaine et romaine  et de peinture espagnole, italienne et flamande gothique, Renaissance et baroque du XVe siècle au XVIIIe siècle. Des peintures de Pedro Berruguete, Juan Correa de Vivar,  Eugenio Cajés et Juan Pantoja de la Cruz, entre autres, y sont exposées,.
Après sa rénovation autorisée en 2022, les espaces intérieurs seront diaphanes et libres d'obstacles, ne laissant que les murs porteurs d'origine qui lui donneront un aspect unifié. Le pazo disposera également d'une large connexion souterraine avec le pazo García Flórez.

## Galerie

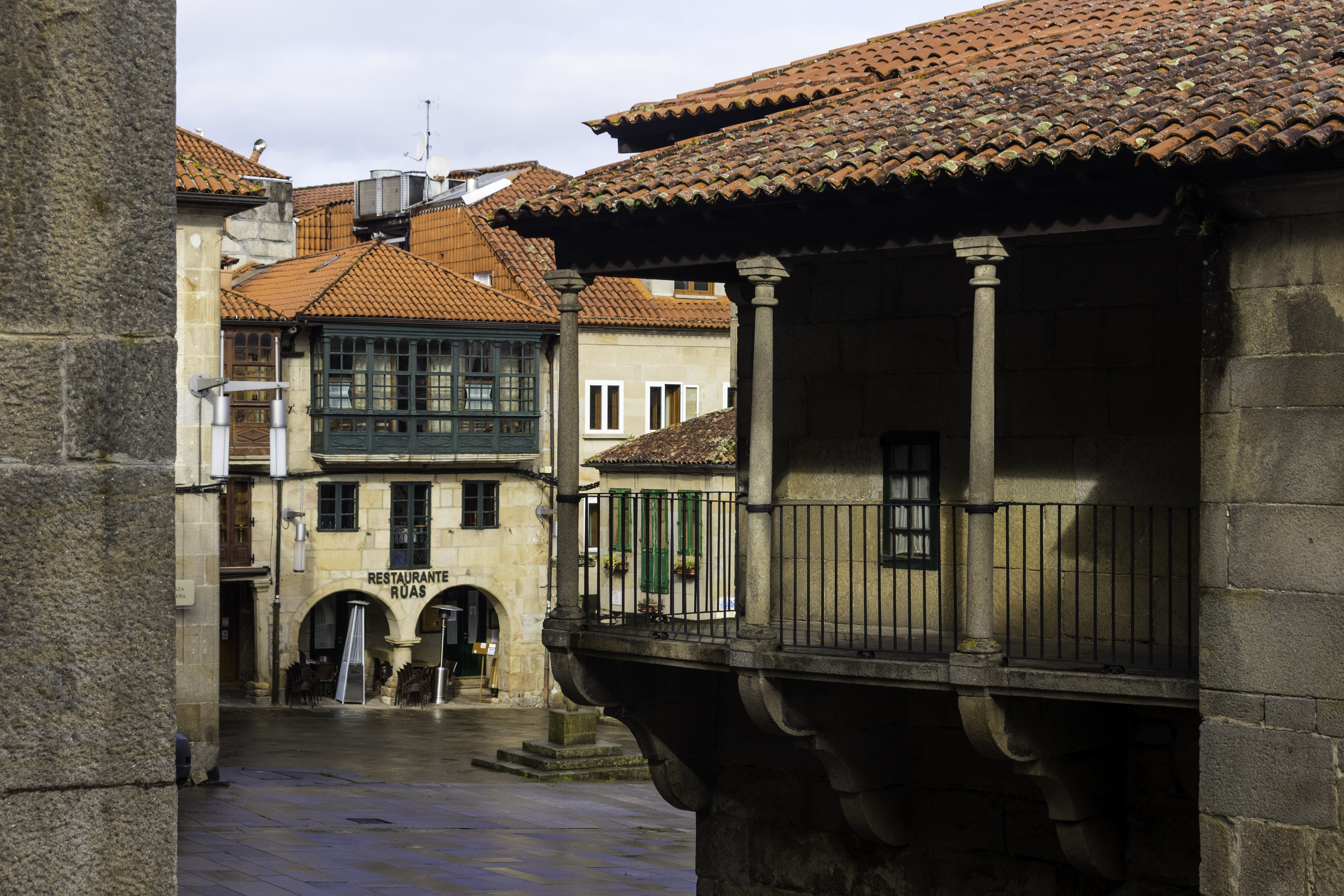
Balcon et modillons de la façade sud
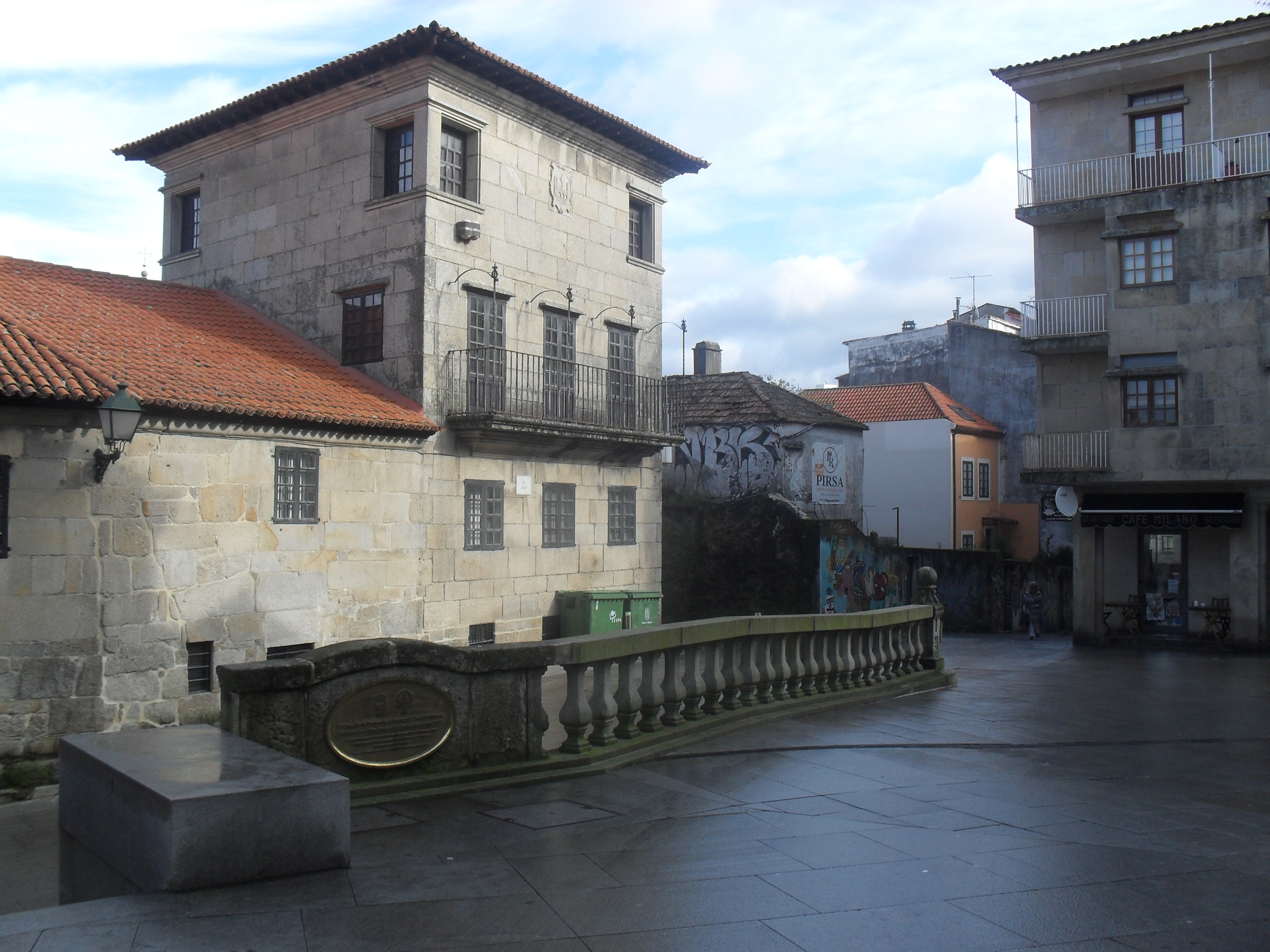
Tour
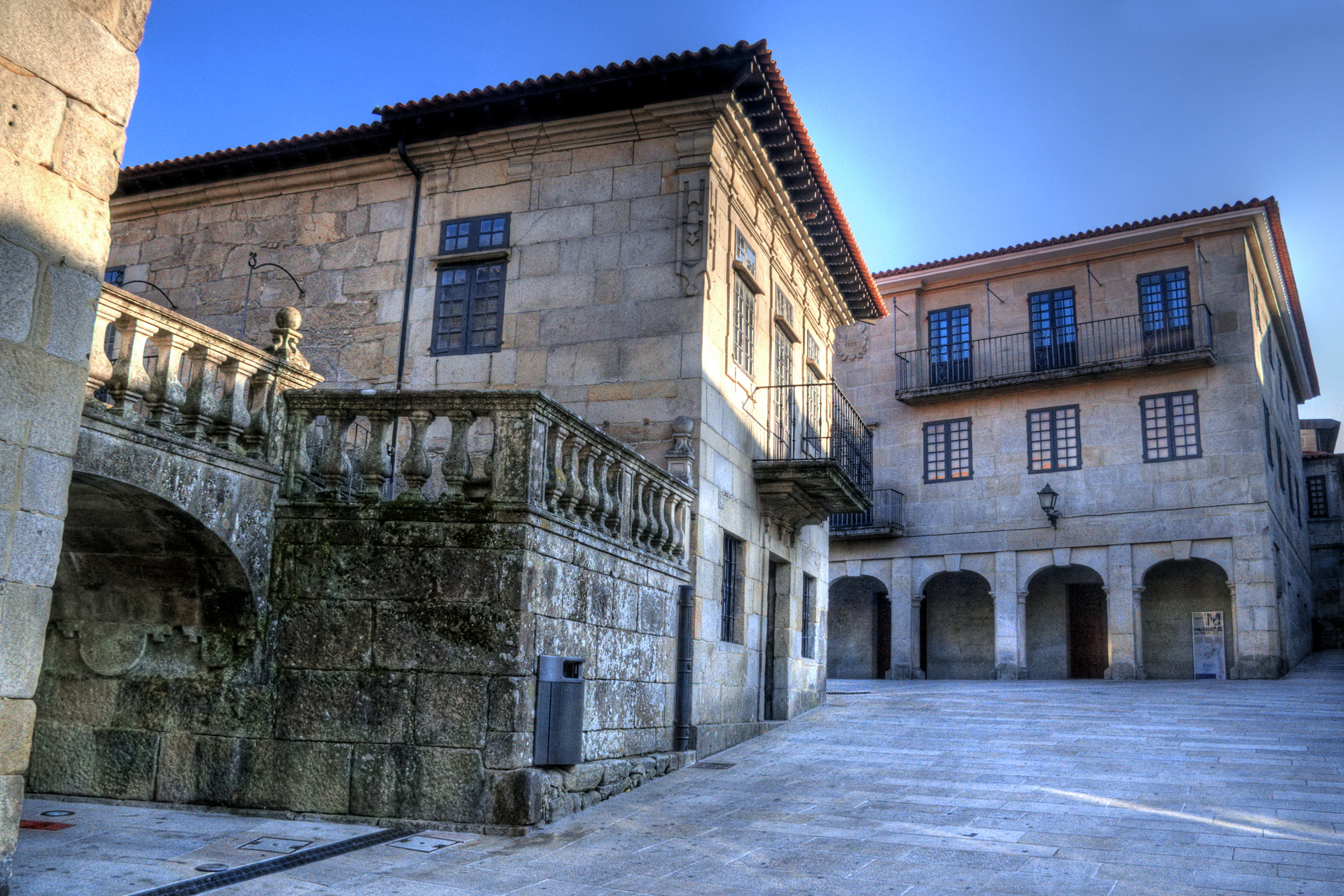
Arc et pont ajoutés en 1943
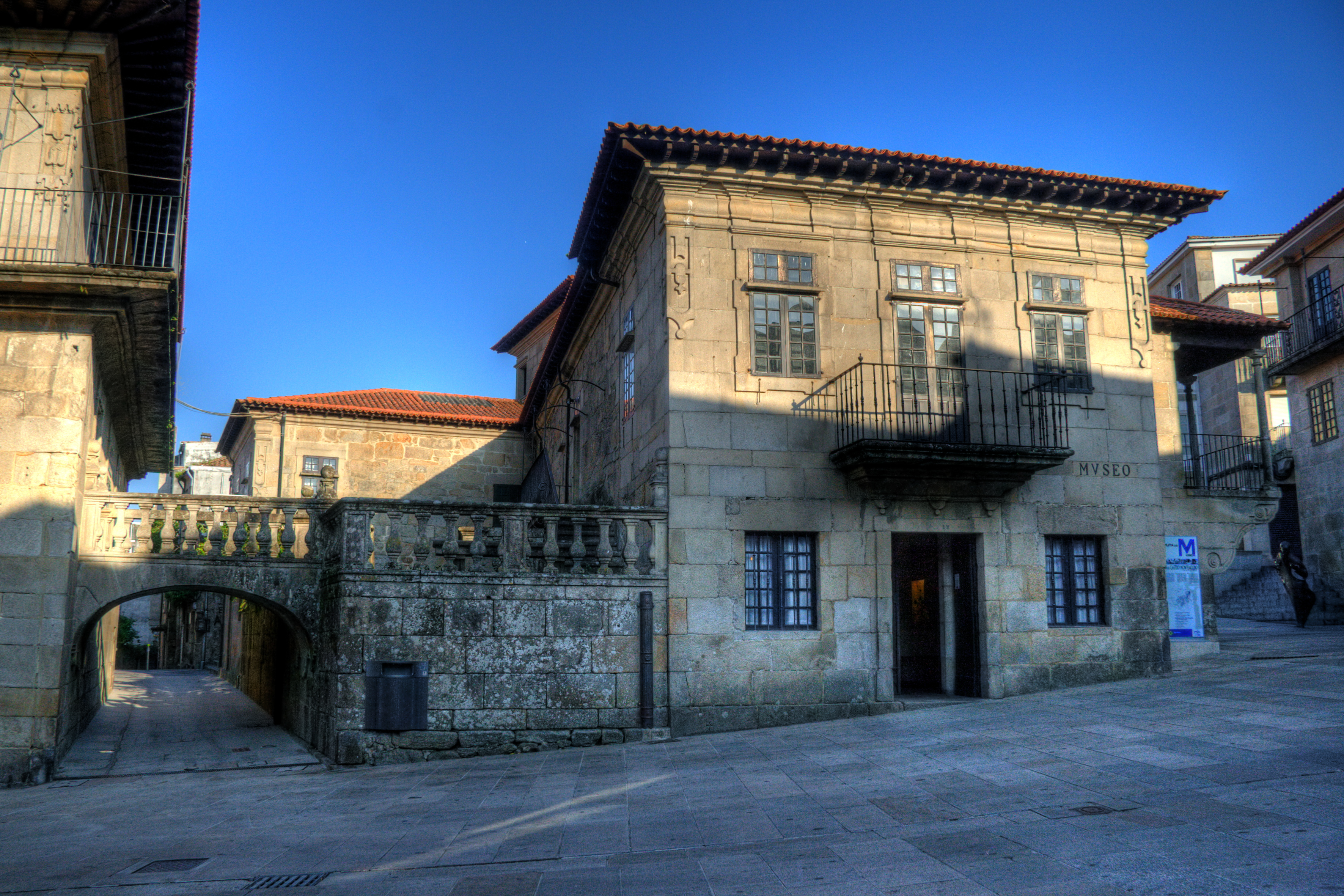
Façade principale
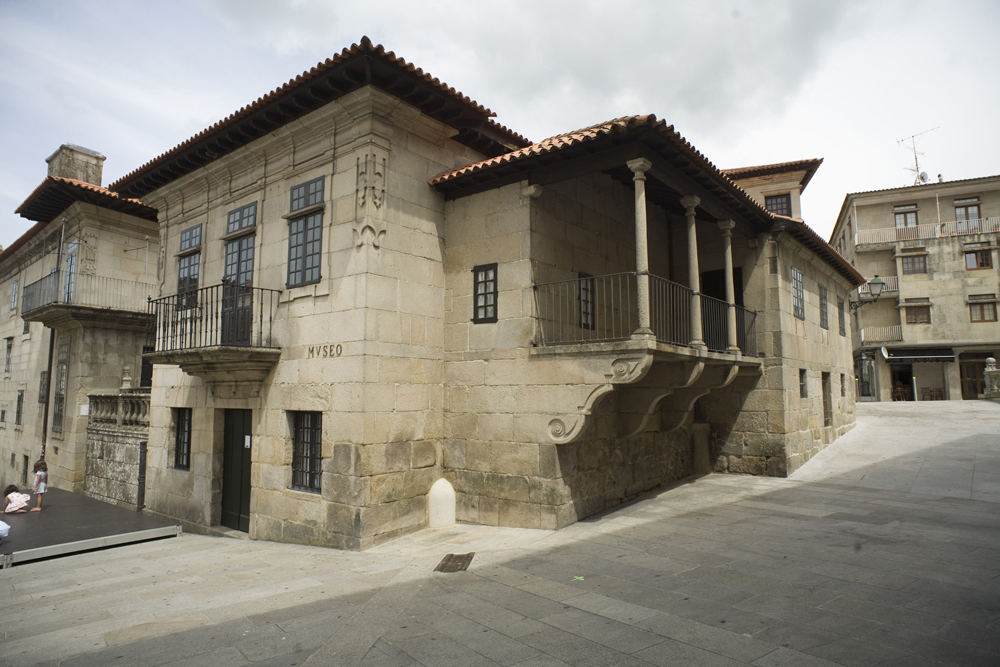
Façade et balcon
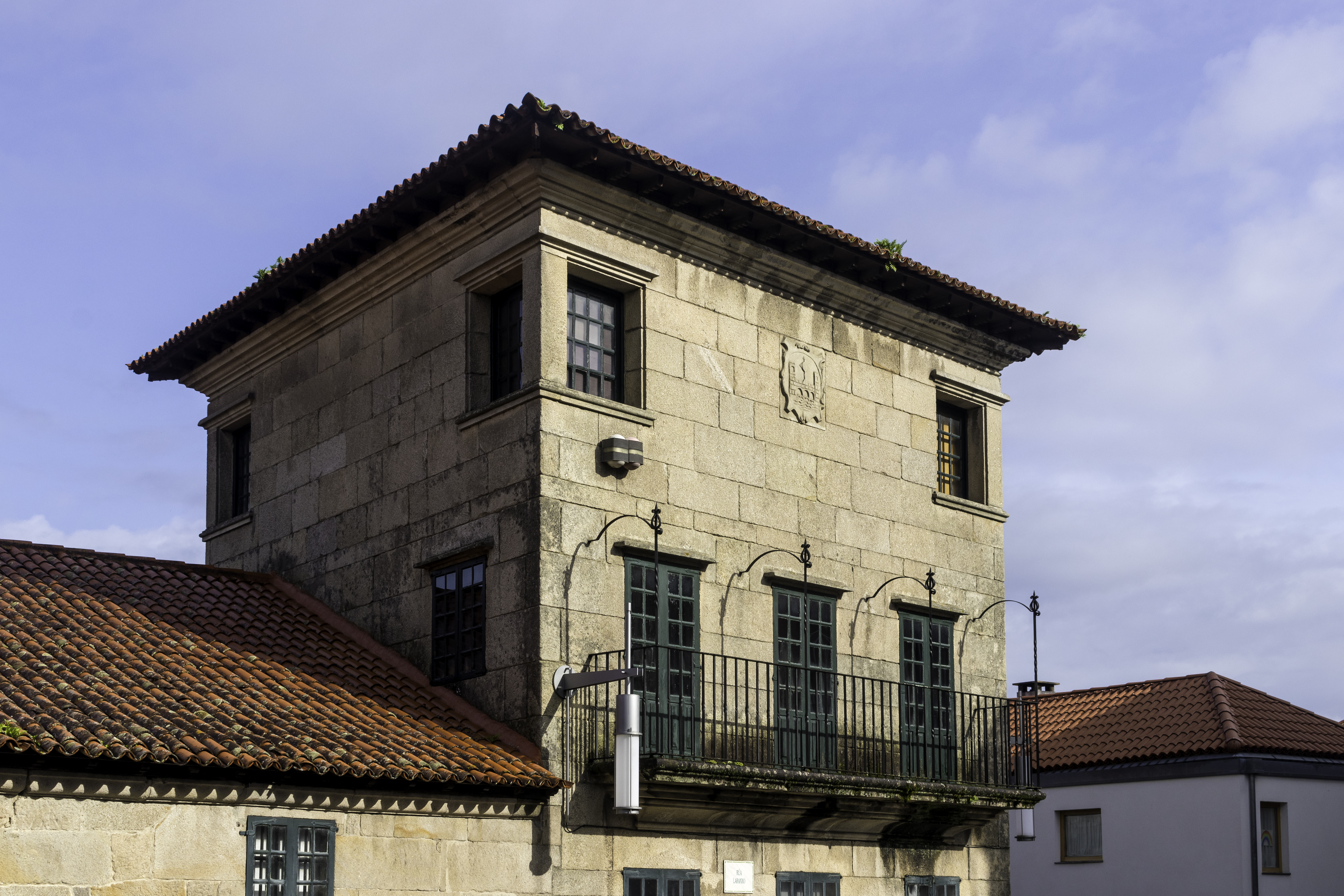
Tour
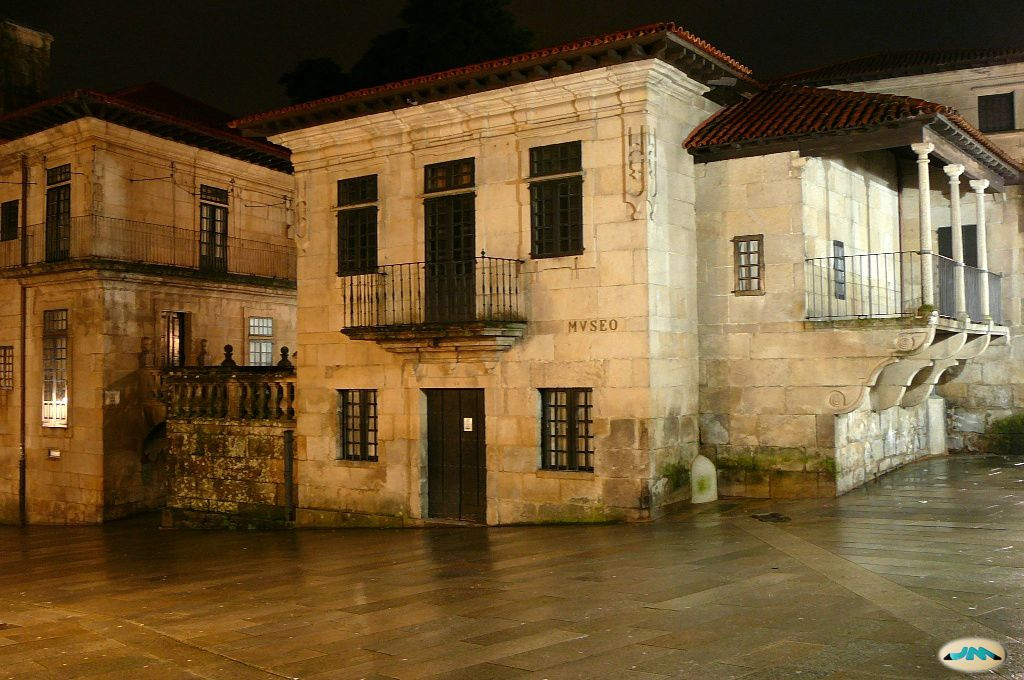
Le pazo le soir
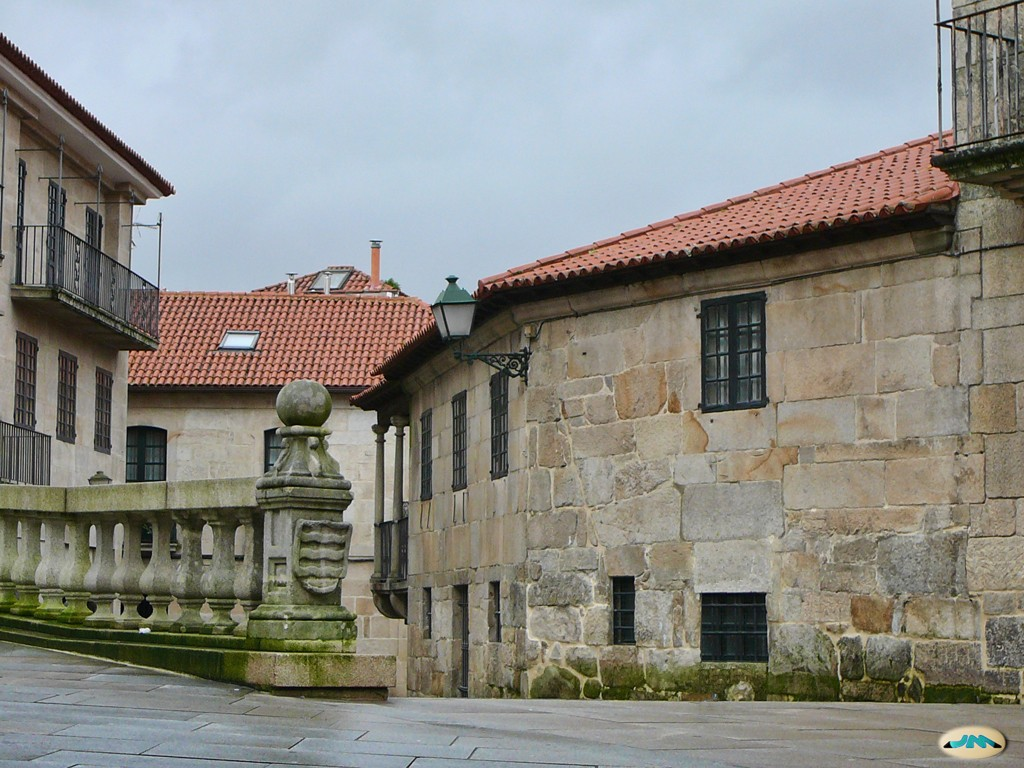
Façade sud
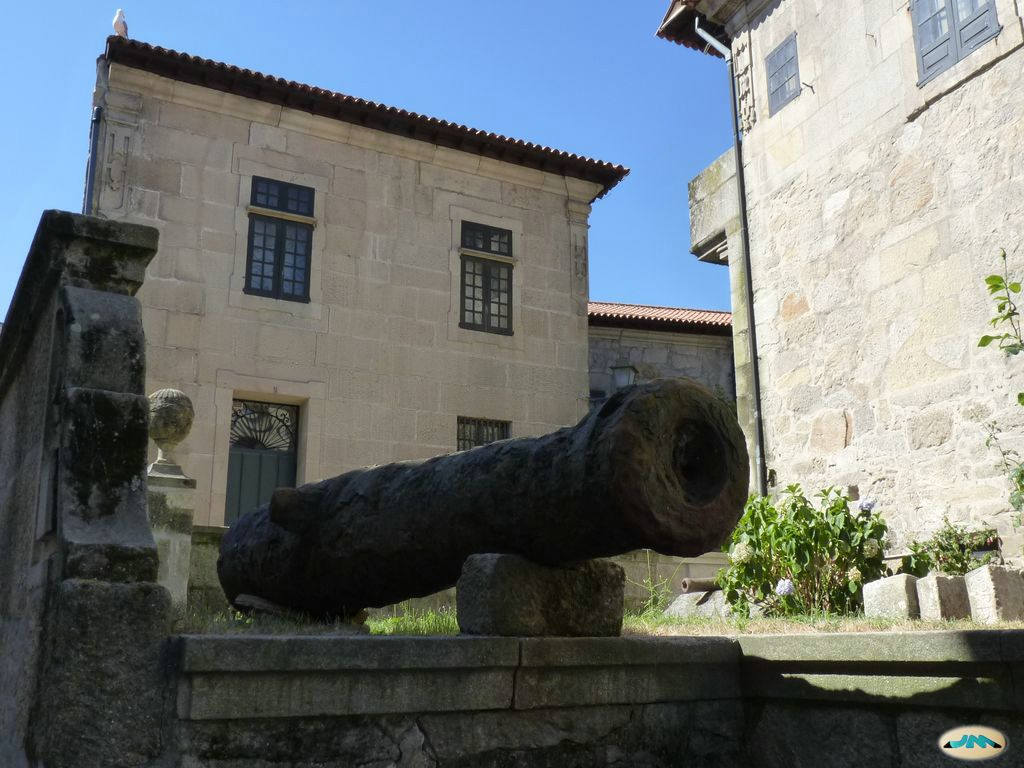
Façade nord
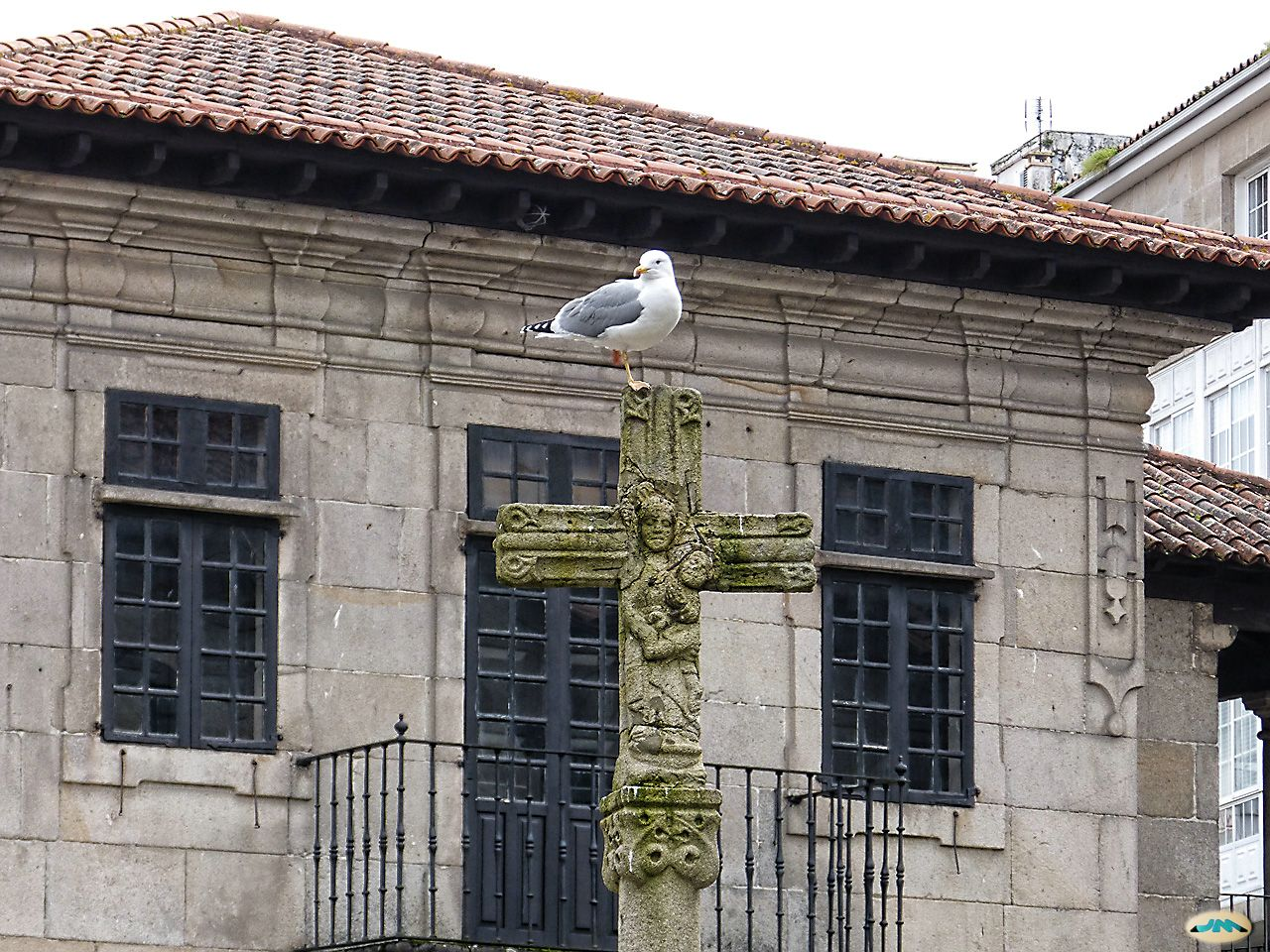